# 山田響
山田 響(やまだ ひびき、2001年5月2日 - ）は、ジャパンラグビーリーグワンクボタスピアーズ船橋・東京ベイに所属するラグビーユニオン選手。

## プロフィール
- 兵庫県明石市出身[1]。
- ポジションはスクラムハーフ(SH)、ウイング(WTB)、フルバック(FB)。
- 身長：174 cm、体重：78 kg
- 7人制ユース日本代表に選ばれたことがある。
- 7人制日本代表に選ばれたことがある[2]。

## 略歴
4歳からラグビーを始めた。
2020年、報徳学園学校卒業後、慶應義塾大学に入学。なお報徳学園高校時代、主将を務めて高校日本代表に選ばれたことがある。
2024年、アーリーエントリーでクボタスピアーズ船橋・東京ベイに加入。同年12月22日に行われたJAPAN RUGBY LEAGUE ONE第1節カンファレンスBトヨタヴェルブリッツ戦にて途中出場でリーグワン公式戦初出場を果たした。